# Giacomo Carabelli
Giacomo Carabelli (Carnago, 16 augustus 1886 – Syracuse, 16 juli 1932) was een rooms-katholiek aartsbisschop van Syracuse in het koninkrijk Italië.

## Levensloop
Carabelli werd geboren in Carnago in Lombardije, Noord-Italië. Hij studeerde voor priester in het aartsbisdom Milaan, waar hij werd gewijd in 1910.
Paus Benedictus XV benoemde Carabelli in 1921 tot aartsbisschop van Syracuse op Sicilië. In Syracuse ontving hij de bisschopswijding uit handen van de kardinaal-aartsbisschop van Catania Francica-Nava de Bondifè.
Carabelli wierp zich op om Roomse riten te vereenvoudigen. Dit werd duidelijk voor het fascistisch bestuur in Italië in de zaak van de ritus van de Calata 'a tila in de stad Augusta. In Augusta bestond er in verschillende kerken een ceremonie genaamd Calata 'a tila; ze bestond overigens in verschillende steden op Sicilië. De Calata 'a tila is een grijsblauw doorzichtig doek. In de kerken van Augusta werd dit doek opgehangen bij het begin van de vastentijd en plechtig afgehaald op Stille Zaterdag. Elke kerk had een liga van werklui voor wie het een erezaak was het zware doek aan te brengen alsook af te halen voor de ogen van de gelovigen. Het doek werd zo goed als een relikwie beschouwd. Aartsbisschop Carabelli schafte het gebruik ervan af (1928). Priesters in Augusta verwoordden het protest van hun parochianen. De fascistische burgemeester Bartolomeo Amato trok de zaak naar zich toe. De burgemeester liet een parlementaire delegatie uit Rome komen om met de aartsbisschop te discuteren. Deze laatste gaf niet toe. Zijn tegenstanders zagen in Carabelli een Lombard die niets van de Sicilianen begreep.
In zijn eigen kathedraal in Syracuse voerde Carabelli een versobering in. Heel wat zijaltaren, kandelaars en ander meubilair liet hij weghalen. Dit deed hij om de architecturale schoonheid van de kathedraal te tonen en hij zag het niet als een beeldenstorm.
Hij overleed in 1932 en is begraven in de kathedraal van Syracuse. Hij werd opgevolgd door een andere Lombard Ettore Baranzini (1933).

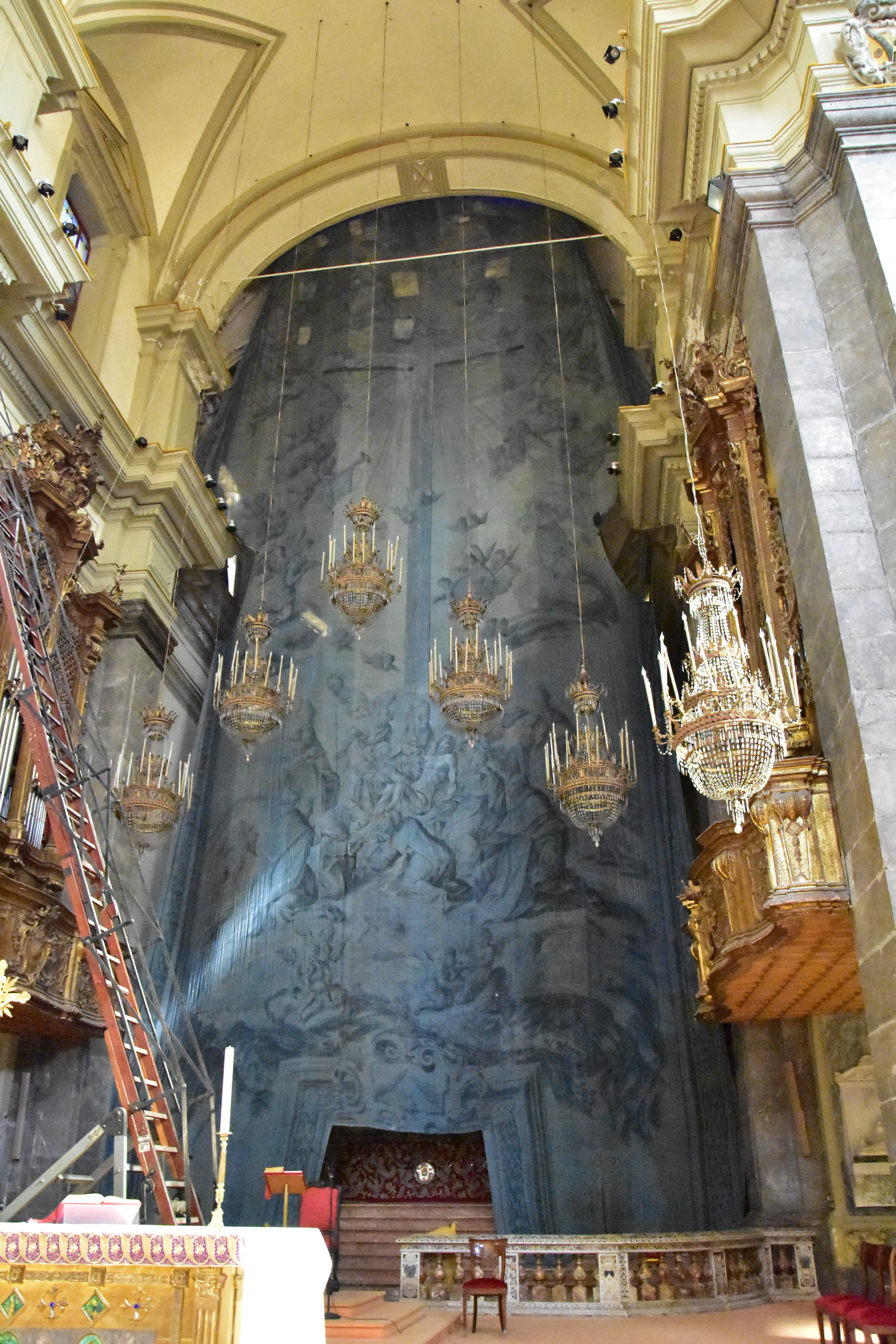
Voorbeeld van het optuigen van een Calata 'a tila in een kerk op Sicilië
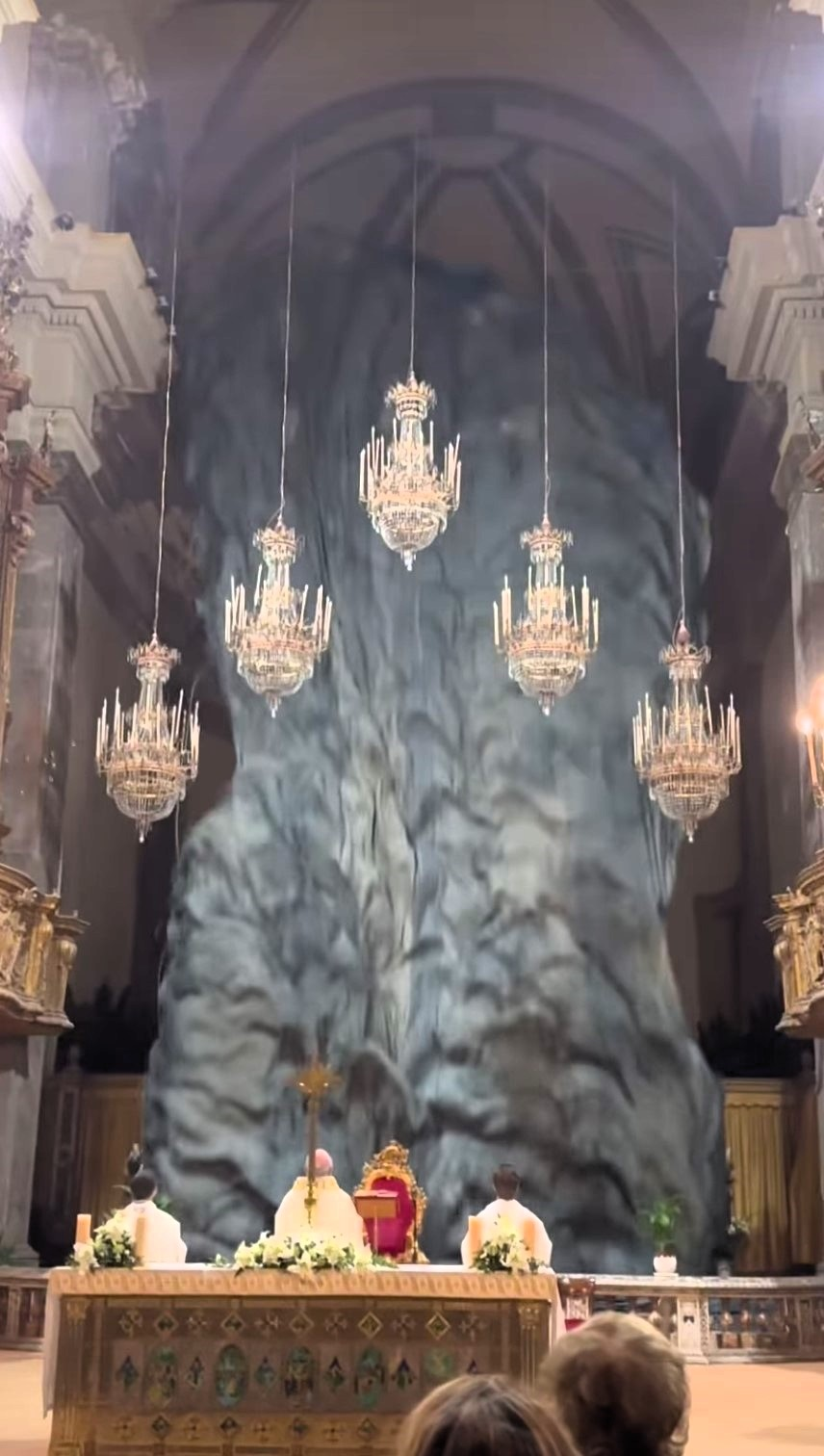
Voorbeeld van het gecontroleerd laten neervallen